# Jean-Jacques Tizié
Jean-Jacques Tizié (ur. 7 września 1972) – piłkarz z Wybrzeża Kości Słoniowej występujący na pozycji bramkarza, podstawowy zawodnik reprezentacji swojego kraju, od 2008 roku gracz Africa Sports.
Przed rozpoczęciem kariery piłkarskiej Jean-Jacques Tizié grał w piłkę ręczną, również na pozycji bramkarza. W 2000 wyjechał z kraju do Tunezji. Z drużyną Espérance z Tunisu zdobył 4 tytuły mistrzowskie z rzędu (2001–2004), w 2004 i 2005 był finalistą Pucharu Tunezji. Później był zawodnikiem klubu Zamalek Kair, a w 2008 roku powrócił do ojczyzny, przechodząc do Africa Sports.

## Kariera reprezentacyjna
Tizié rozegrał w reprezentacji Wybrzeża Kości Słoniowej ponad 30 meczów. Występował w Pucharze Narodów Afryki 2006 w Egipcie, na którym jego reprezentacja zajęła 2. miejsce. Wywalczył z drużyną awans do Mistrzostw Świata 2006, wyprzedzając w grupie eliminacyjnej Kamerun. W 2006 zadebiutował na Mistrzostwach Świata w Niemczech, jednak jego drużyna nie awansowała z trudnej grupy C.